# Фернандес, Хейне
Хейне Фернандес (дат. Heine Fernandez; род. 14 июля 1966, Люндеруп, Виборг) — датский футболист, нападающий. Лучший бомбардир чемпионата Дании 1998/99. Занимает четвёртое место по количеству забитых мячей в Суперлиге (126).

## Биография
Родился в 1966 году как Хейне Лаврсен, но в 3 года получил фамилию отчима — испанского иммигранта Мигеля Фернандеса. В начале 1980-х его семья переехала в Испанию, но 15-летний Хейне остался в Дании с дедушкой и бабушкой. В 17 лет он стал отцом и чтобы содержать семью, пошёл работать на склад мебельной фабрики. Помимо этого, он был игроком любительского клуба «Боруп», но профессиональной карьеры не планировал. В команде его заметил тренер Ханс Ове Андерсен и после нескольких попыток уговорил присоединиться к своему клубу «Виборг», выступавшему тогда во второй лиге. 
В 1989 году команда пробилась в высшую лигу, однако перед началом следующего сезона Фернандес подписал контракт с другим клубом высшей лиги «Силькеборг». В составе клуба становился чемпионом Дании в сезоне 1993/94. В 1998 году вернулся в «Виборг», где провёл два с половиной сезона, выиграл Кубок и Суперкубок Дании. По ходу сезона 2000/01 перешёл в «Копенгаген», с которым во второй за карьеру стал чемпионом Дании, но в команде не задержался и примерно через год перебрался в «АБ Гладсаксе». В 2004-05 годах Фернандес был играющим тренером фарерского клуба «ХБ Торсхавн», после чего завершил футбольную карьеру.
Единственный матч за сборную Дании провёл 4 сентября 1991 года, появившись на замену на 67-й минуте в товарищеском матче со сборной Исландии (0:0).
После окончания карьеры, владел небольшим пабом, но позже продал его и устроился на работу в супермаркет. В настоящее время живёт в Испании, разведён, имеет троих взрослых детей.

## Статистика

### Матчи Фернандеса за сборную Дании
| Матчи Фернандеса за сборную Дании | Матчи Фернандеса за сборную Дании | Матчи Фернандеса за сборную Дании | Матчи Фернандеса за сборную Дании | Матчи Фернандеса за сборную Дании | Матчи Фернандеса за сборную Дании |
| --------------------------------- | --------------------------------- | --------------------------------- | --------------------------------- | --------------------------------- | --------------------------------- |
| №                                 | Дата                              | Соперник                          | Счёт                              | Голы Фернандеса                   | Соревнование                      |
| 1                                 | 4 сентября 1991                   | Исландия                          | 0:0                               | —                                 | Товарищеский матч                 |

Итого: 1 матч / 0 голов; 0 побед, 1 ничья, 0 поражений.

## Достижения
«Силькеборг»
- Чемпион Дании: 1993/94

«Виборг»
- Обладатель Кубка Дании: 1999/00
- Обладатель Суперкубка Дании: 2000
- Лучший бомбардир чемпионата Дании: 1998/99 (23 гола)

«Копенгаген»
- Чемпион Дании: 2000/01

«ХБ Торсхвн»
- Чемпион Фарерских островов: 2004
- Обладатель Кубка Фарерских островов: 2004